# Enrique de la Fuente
Enrique de la Fuente (Vigo Pontevedra, 11 agosto 1975) è un ex pallavolista spagnolo.
Giocava nel ruolo di schiacciatore.

## Carriera

### Club
Inizia la sua carriera nelle serie maggiori nel 1996, nella squadra della sua città. La stagione successiva si trasferisce nel campionato francese, e nel 1999 arriva in Italia, dove disputa il campionato di A2 nelle file di Mezzolombardo. Alla fine della stagione la squadra acquisisce il titolo sportivo dal Porto Ravenna Volley, si trasferisce nel capoluogo trentino e diventa la Trentino Volley, dove Enrique riesce ad ottenere la salvezza. Nel 2001 viene acquistato da Piacenza, dove rimane due anni, ottenendo la promozione in A1. I successivi tre anni lo vedono impegnato nelle file del Perugia Volley. Termina la sua avventura italiana alla fine della stagione 2006-2007 alla Gabeca Pallavolo.
Torna in patria, e col Club Voleibol Pòrtol vince il campionato spagnolo. Disputa poi il maggior campionato turco.

### Nazionale
Enrique è uno dei migliori giocatori spagnoli, e ha fatto parte della nazionale che nel 2007 ha raggiunto la vittoria continentale. Sotto la guida dell'italiano Andrea Anastasi ha vinto il Campionato europeo maschile di pallavolo 2007, tenutosi in Russia, sconfiggendo in finale i padroni di casa al tie-break.

## Palmarès
- Campionato di A2: 2002
- Coppa Italia di A2: 2002
- Campionato europeo: 2007
- Campionato spagnolo: 2008